# Erebia cyclopius
Espèce
Synonymes
- Erebia cyclopia (Eversmann, 1844)[1]

Erebia cyclopius est une espèce de papillons de la famille des Nymphalidae, de la sous-famille des Satyrinae et du genre Erebia.

## Systématique
L'espèce Erebia cyclopius a été initialement décrite par Eduard Friedrich von Eversmann en 1844.

## Liste des sous-espèces
- Erebia cyclopius aporia Schawerda, 1919 ;
- Erebia cyclopius yoshikurana Kishida & Nakamura, 1941 [3].

## Nom vernaculaire
Erebia cyclopius se nomme Чернушка циклоп en russe.

## Description
Erebia cyclopius est un papillon marron dont l'apex des antérieures présente un ocelle marron doublement pupillé de beige et cerclé de beige.
Le revers des antérieures, marron, présente le même ocelle doublement pupillé et cerclé alors que les postérieures sont marron barrées d'une bande grise

## Biologie

### Période de vol et hivernation
Il vole en une génération en juin juillet.
Il hiverne au stade de chenille.

## Écologie et distribution
Il réside dans tout le nord de l'Asie, en Sibérie, dans le nord de la Mongolie, le nord de la Chine et de la Corée.

### Biotope
Il habite les forêts et les rives de cours d'eau.

### Protection
Pas de statut de protection particulier connu.